# Vanina Hesse
 (septembre 2024).
- Si vous ne connaissez pas le sujet, laissez ce bandeau (vous pouvez alors contacter les auteurs).
- Si vous supprimez le contenu mis en cause (vous pouvez préalablement contacter les auteurs),

argumentez précisément cette suppression dans la page de discussion
(un manque de référence n'est pas un argument ; une recherche réelle de référence doit avoir été effectuée, être formellement documentée).
Vanina Hesse est un roman de l'écrivain, socio-anthropologue et critique d’art français Alain Georges Leduc, paru aux éditions L’Atelier des Brisants en juin 2005 et réédité aux éditions La Musardine en 2012.

## Présentation et contenu
Le désir est autant plaisir cérébral que physique. Laurent le héros veut assouvir ses rêves de libertin, « jouir en toute raison des possibilités de son corps, » rejoindre avec Vanina leurs fantasmes. Il se présente ainsi : « Mon apparence était celle d’un homme mûr… J’abordais la seconde moitié de ma vie et je me croyais désormais libre de suivre mes penchants les plus enfouis. »
Vanina avait de son côté une longue expérience de la vie et trois enfants. « Elle ressemblait, écrit-il, à l’une de ces nymphes de Goujon qui ornent la fontaine des Innocents dont les tourbillonnantes diagonales se nourrissent de courbes sinueuses. » Ils vivent une première rencontre de corps qui se cherchent, se trouvent, s’unissent et se désunissent dans cet immeuble d’un Paris populaire où ‘tout s’entend’. Elle avait un côté masochiste qui mélange douleur et plaisir.
« Vanina était authentique, réelle, » d’un naturel désarmant. Après leurs étreintes tumultueuses, elle redevenait sérieuse, pratique, la vie pour elle retrouvant son cours, passant simplement du plaisir aux soucis quotidiens. Confidences vraies ou fausses, positions et actes stéréotypés, soupçons et jalousie contribuent à attiser leurs désirs et à les rapprocher.
Quand Vanina lui présenta son amie Hélène, ce fut une nouvelle étape dans leurs relations et de nouvelles découvertes érotiques. Ils se voient aussi chez elle à Strasbourg, mêlent leurs ébats aux dîners fins rue Ernest-Munch ou à l’Arsenal rue de l’Abreuvoir avec son lapereau en gelée au Riesling. Déniaiser le jeune Romain avec Vanina est un challenge excitant. Ils se sentaient comme des drogués qui avaient de plus en plus envie de se voir et avaient hâte de faire partager leur relation. Vanina, nymphomane certes, mais qui a un esprit, comme a écrit Nietzsche dans ses Œuvres posthumes « pour lequel la conquête, l’aventure, le danger, la douleur elle-même sont devenus des besoins. »
Il semble que tous les deux aient trouvé un équilibre à travers un respect mutuel « entre personnes adultes, responsables… dans une liaison librement consentie. » Si morale il y a, elle se situe dans la lignée du célèbre marquis, aspirant à l’alliance subversive de l’érotisme et de la liberté.
Pour en arriver là, il faut ritualiser la relation, porter l’action à son paroxysme en évitant l’écueil des sentiments exacerbés de la passion, tendre ainsi à une « esthétique de la luxure. » L’amour est bien un processus cérébral, pensait Laurent,  passant du réel à l’imaginaire ; Justine aussi s’assumait et devenait libre. Mais le plaisir s’émousse et arrive à se perdre, George Grosz parle de « fêtes maussades » où toute complicité est absente.
Les masques se lèvent et le récit finit en parabase, dévoilant sa « fonction cathartique des rapports sexuels, » proposant deux fins possibles, allant du tragique au dérisoire.

## Romans d'Alain Georges Leduc
1. La Clef de Berne
2. Le Grand Diable Mammon d'Argent
3. Et nous voilà ce soir
4. Les Chevaliers de Rocourt, éditions Messidor, 1991. Prix Roger-Vailland 1991
5. Dans la mélasse, éditions Liberté-Hebdo/Sepecn, 2000
6. Roger Vailland, un écrivain encombrant ?, 2008 (biographie)